# Гомалопсові
Гомалопсові, або водяні змі́ї (Homalopsidae) — родина змій. Описано 27(28) родів і 59 видів. Умовно отруйні змії (реальної небезпеки для людини не становлять). 

## Опис
Загальна довжина представників цієї підродини коливається від 50 см до 1 м. Голова пласка, витягнута. Тулуб кремезний та стрункий. Хвіст помірно довгий. Луска у більшості видів немає кілів. Луска тулуба закруглена. Колір шкіри коливається від жовтуватого до коричневого кольорів.

## Спосіб життя
Практично усе життя проводять у водоймах, переважно у тропічних річках. Риють нори. Деякі представники підродини здатні виходити на суходол. Активні здебільшого вночі та сутінках. Харчуються рибою, молюсками, ракоподібними. 
Це живородні змії.

## Поширення
Мешкають у Південній, Південно-Східній та Східній Азії, а також у деяких районах Океанії.

## Систематика
Раніше гомалопсові відносились до родини полозові (Colubridae) у ранзі підродини Homalopsinae. 
Станом на 2024 рік описано 27(28) родів і 59 видів.
Типовий рід — гомалопс, або гомалопсис, Homalopsis (вкл. вид «Вуж удавоподібний»).

### Роди
- Bitia
- Brachyorrhos
- Cantoria
- Calamophis
- Cerberus — Собакоголовий вуж
- Dieurostus
- Djokoiskandarus
- Enhydris — Водяна змія
- Erpeton — Змія щупальцева
- Ferania
- Fordonia — Крабоїд білочеревний
- Gerarda
- Gyiophis
- Heurnia
- Homalopsis — Вуж удавоподібний
- Hypsiscopus
- Karnsophis
- Kualatahan
- Mintonophis
- Miralia
- Myanophis
- Myron
- Myrrophis
- Phytolopsis
- Pseudoferania
- Raclitia
- Subsessor
- Sumatranus